# Crash Bandicoot: The Wrath of Cortex
Crash Bandicoot: The Wrath of Cortex är ett plattformsspel som har utvecklats av Traveller's Tales för Playstation 2, Xbox och Gamecube. Spelet släpptes den 23 november 2001 i Europa. Spelet blev tillgängligt på Xbox Live Arcade den 4 december 2007. Det är det sjätte spelet i Crash Bandicoot-serien.